# Museu de Yad La-Shiryon
O Museu de Yad La-Shiryon, oficialmente: Memorial e Museu do Corpo Blindado em Latrun (em hebraico:  יד לשריון) é o memorial oficial de Israel para os soldados mortos do Corpo Blindado, bem como um dos mais diversos museus de tanques do mundo. O local foi criado por iniciativa de oficiais veteranos do Corpo Blindado e a pedra fundamental do Museu de Yad La-Shiryon foi lançada em 14 de dezembro de 1982.
A exibição ao ar livre inclui 110 tanques e outros veículos blindados de combate, tanto israelenses quanto exemplares inimigos capturados, incluindo o Merkava e os tanques T-34, T-54/T-55 e T-62, bem como veículos obtidos ou comprados de nações aliadas, especificamente para diversificar a coleção - como o tanque Leopard alemão ou o T-72,  o único em exposição em Israel. Outros itens notáveis incluem: um tanque M4 Sherman montado no alto de uma antiga torre de água britânica; um conjunto de pontes móveis construídas pelas Forças de Defesa de Israel e que podem ser transportadas por tanques e erguidas sob fogo; veículos inimigos capturados, a maioria dos quais Israel modificou e atualizou; um tanque com um canhão explodido; e um longo muro comemorativo gravado com os nomes dos soldados do Corpo Blindado mortos em defesa do país.

## Local memorial
O edifício principal, uma fortaleza Tegart da era do Mandato, abriga uma biblioteca com um registro computadorizado acessível ao público de cada soldado blindado israelense caído, e uma sinagoga. As paredes externas do forte, profundamente esburacadas, são uma lembrança do passado do edifício durante a guerra e de seu uso pela Legião Árabe. A torre da fortaleza foi convertida em Torre das Lágrimas pelo artista israelense Danny Karavan. O interior da torre é coberto por aço retirado de um tanque, com a água circulando de uma piscina embaixo da instalação escorrendo pelas paredes.
O museu também conta com um grande anfiteatro, um auditório e exibe fotos, poesias, pinturas e desenhos animados. As exibições são realizadas regularmente, mostrando tanto filmagens históricas quanto homenagens mais recentes aos israelenses feridos e caídos.
O Muro dos Nomes, erguido no exterior, exibe os nomes de todos os soldados do Corpo Blindado mortos na Guerra Árabe-Israelense de 1948 e nas guerras posteriores.

## Monumento às Forças Aliadas

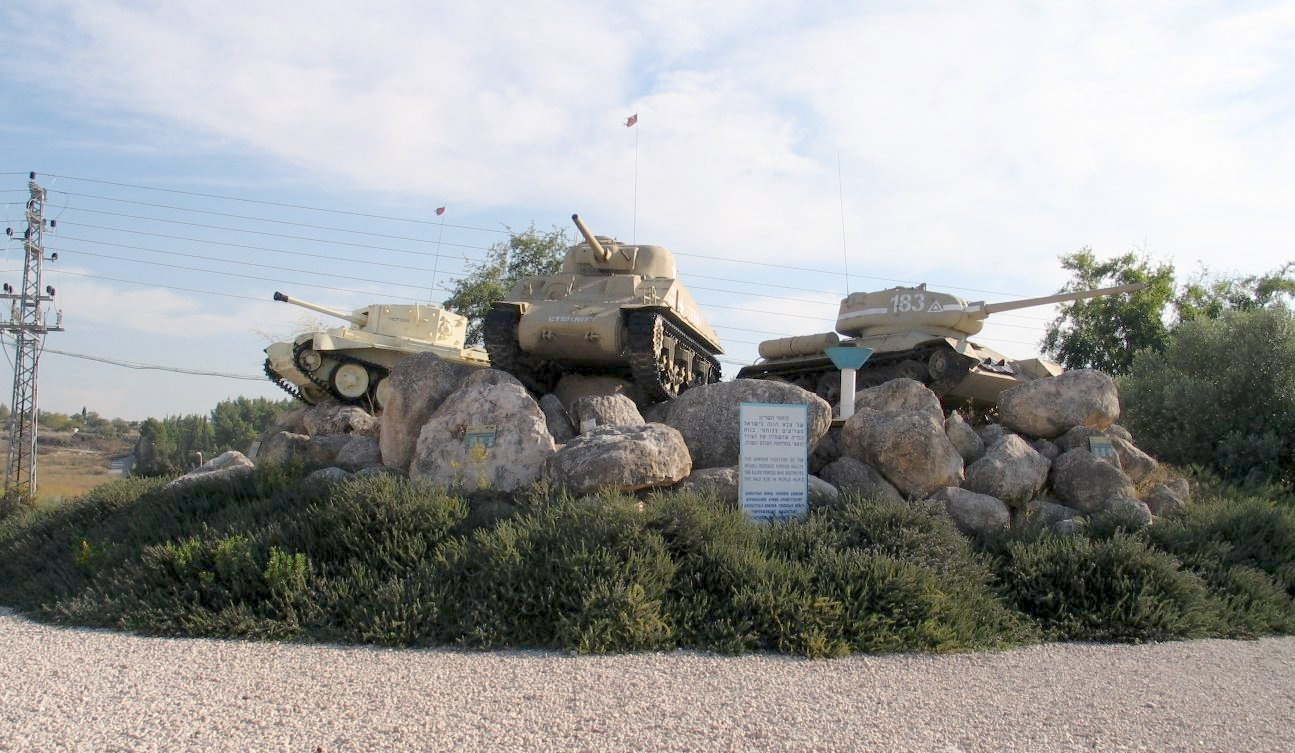
Monumento às Forças Aliadas em Yad La-Shiryon.

Um monumento foi construído em homenagem aos Aliados da Segunda Guerra Mundial, liderados pelos Estados Unidos, Grã-Bretanha e União Soviética. O monumento é composto por uma pilha de pedras, sobre a qual estão os três principais tanques de batalha que serviram nos exércitos das Forças Aliadas em diferentes frentes: um Cromwell britânico, um Sherman americano e o T-34 soviético. O monumento está rodeado pelas bandeiras de 19 países e organizações que participaram ativamente na luta, incluindo a bandeira da Brigada Judaica, que lutou dentro das fileiras do Exército Britânico. O monumento foi reconstruído em dezembro de 2011.

## Museu da História do Corpo Blindado
O museu inclui diversas exposições dedicadas à história do combate blindado em geral, incluindo:
- Sala modelo com dezenas de tanques
- Modelos em escala real de:
  - Um cavaleiro blindado
  - Carruagens assírias e egípcias
  - Esboços de Leonardo da Vinci de um veículo armado proposto
- Coleção de selos, com tanques e outros veículos blindados

## Tanque na torre

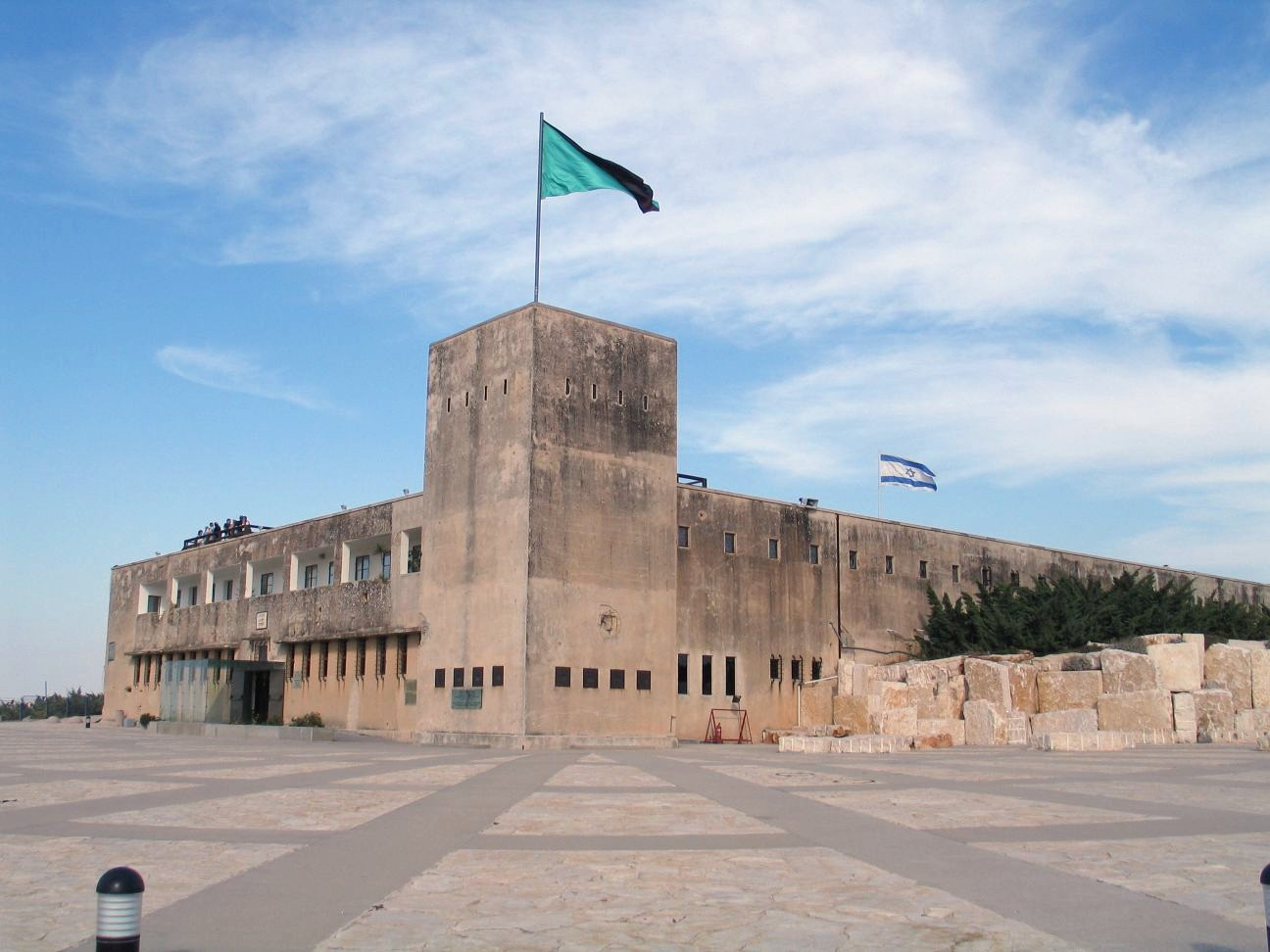
Um forte Tegart da era do Mandato Britânico serve como edifício principal do Museu de Yad La-Shiryon.

A visão mais famosa em Yad La-Shiryon é provavelmente a de um tanque no topo de uma torre, que serve como logotipo do museu. Em 1979, por decisão do falecido major-general (aposentado) Moshe Peled, o tanque foi içado no topo de uma torre no local, que originalmente era usada como torre de água. O tanque escolhido é um americano M4 Sherman, um dos primeiros tanques que lutou a serviço das Forças de Defesa de Israel. Como a torre de água foi projetada para suportar apenas 25 toneladas e o tanque pesa 34 toneladas, tanto o motor quanto as engrenagens de transmissão tiveram que ser removidos.

## Outras características
O local conta ainda com um grande teatro ao ar livre onde acontecem diversas cerimônias e apresentações, sendo um dos maiores teatros do país e com localização central. Há também um centro de observação de aves equipado com radar para rastrear aves migratórias.

## Coleção de tanques

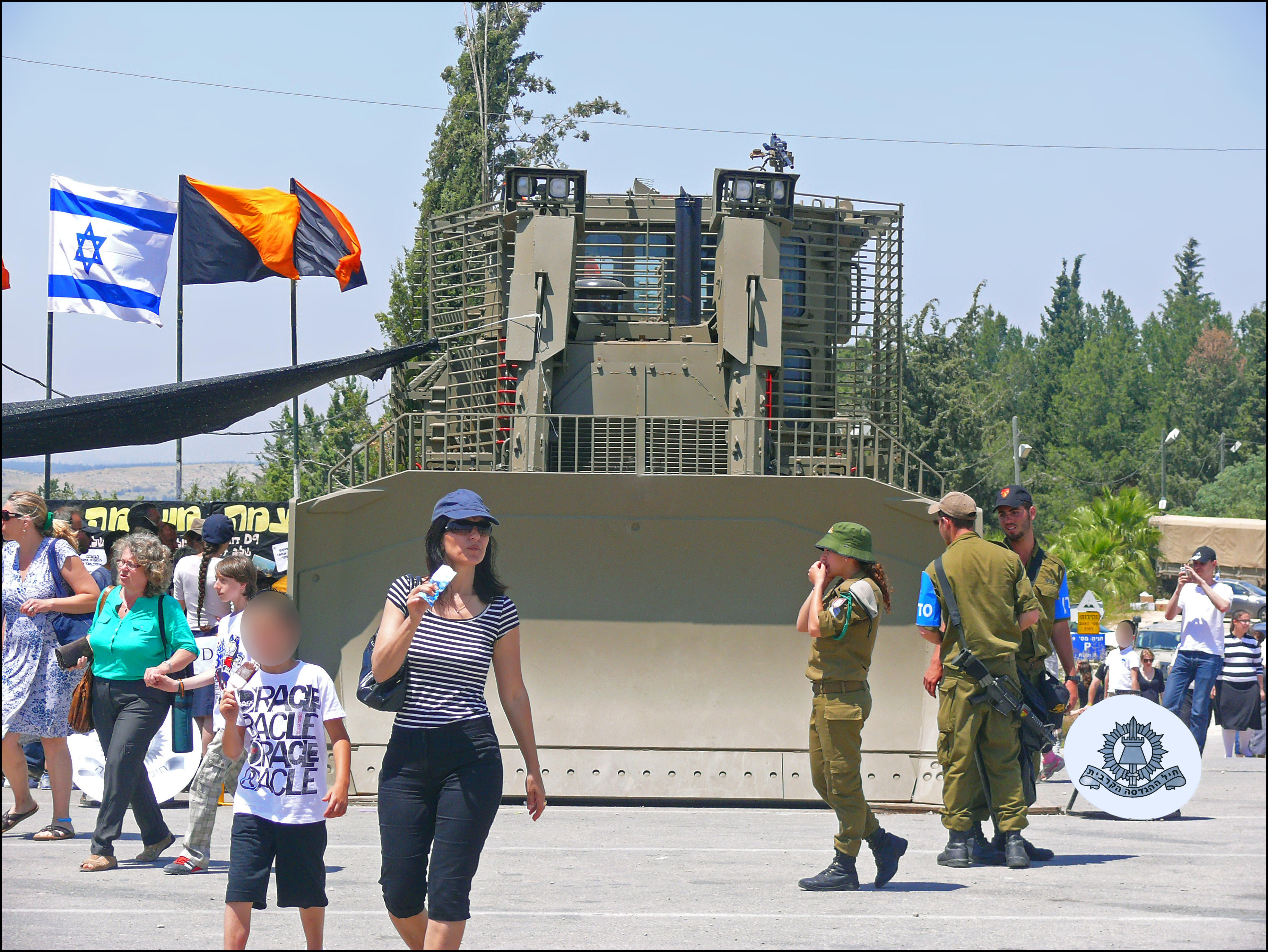
Escavadeira blindada IDF Caterpillar D9 em uma exposição do Comando Terrestre das FDI em Yom Ha'atzmaut, em 2012.

O Yad La-shiryon é famoso mundialmente por sua coleção única e diversificada de tanques e veículos blindados. Existem mais de cem veículos diferentes na coleção. Aqui estão alguns dos tanques e veículos militares em exibição. As variantes geralmente são listadas no país de origem inicial.

### Israelenses
- Merkava mark I, II, III, IV e transporte Namer
- Nimda Shoet, vagamente modelado no BTR-152
- Nodedet
- Tanques Patton e Magach.
- T-54/T-55 e variações israelenses Achzarit, Tiran-4 e Tiran-5.
- T-62 e a variação israelense Tiran-6.

### Americanos
- Caminhão T Diamond
- M24 Chaffee
- M42 Duster
- M3 Lee
  - M3 Grant
- M3 Scout Car
- M3A1 Stuart
- M5A1 Stuart
- M41 Walker Bulldog
- Canhão autopropulsado M107
- Transportador blindado de pessoal M113
  - M901 ITV
- M551 Sheridan
- Veículo leve de recuperação M578
- M4 Sherman - diversas variações, incluindo:
  - Ambutank (tanque de evacuação médica Sherman)
  - Veículo de posto de observação Eyal
  - M4 Escavadeira
  - M4A4 com torre FL-10 (variante egípcia)
  - M50 e M51 Super Sherman (variante israelense)
  - MAR-240
  - MAR-290
  - Sherman Crab
- Destruidor de tanques M10
- Variações do tanque Patton, incluindo:
  - M48 Patton
  - M60 Patton
  - Magach, versões israelenses melhoradas do M48 e do M60 - diversas variações
- M3 Meia-lagarta - diversas variações
- Jipe Willys MB

### Britânicos
- 17pdr SP Acuiles
- Alvis Saladin
- Archer (destruidor de tanques)
- Tanque Cromwell
- FV 4101 Charioteer
- FV 4201 Chieftain
- Tanque Matilda
- Tanque Centurion - diversas variações, incluindo:
  - Centurion Mk 5
  - Lança-pontes
  - Centurion BARV
  - Puma
  - Sho't
- Carro blindado Ferret
- Tanque Leve Mk VI (Vickers)
- Carro Blindado Marmon-Herrington
- Scammel Contractor

### Franceses
- AMX-13
- AMX-VCI
- Porta-tanques anfíbio Gillois, usado pelas FDI sob o nome de "Timsach" na Guerra do Yom Kippur
- Hotchkiss H35
- Panhard AML
- Renault R35

### Alemães
- StuG III
- Panzer IV
- Leopard 1

### Soviéticos
- BTR-40
- BTR-50
  - Versão improvisada de evacuação médica do BTR-50
- BTR-60
- BTR-152
  - Versão de recuperação improvisada do BTR-152
- BRDM-2 - diversas variações
- IS-3
- ISU-152
  - Versão de recuperação do ISU-152
  - ISU-152 com canhão removido, rotulado como veículo de comando
- PT-76
- T-34-85
  - Destruidor de tanques T-34/100 ou T-100
- Tanques T-54/T-55 - diversas variações, incluindo:
  - IDF Achzarit
  - Tiran -4 - T-54 atualizado
  - Tiran -5 - T-55 atualizado
- T-62 (Tiran 6 israelense)
- T-72, do Nationale Volksarmee
- ZSU-23-4
- ZSU-57-2

## Galeria

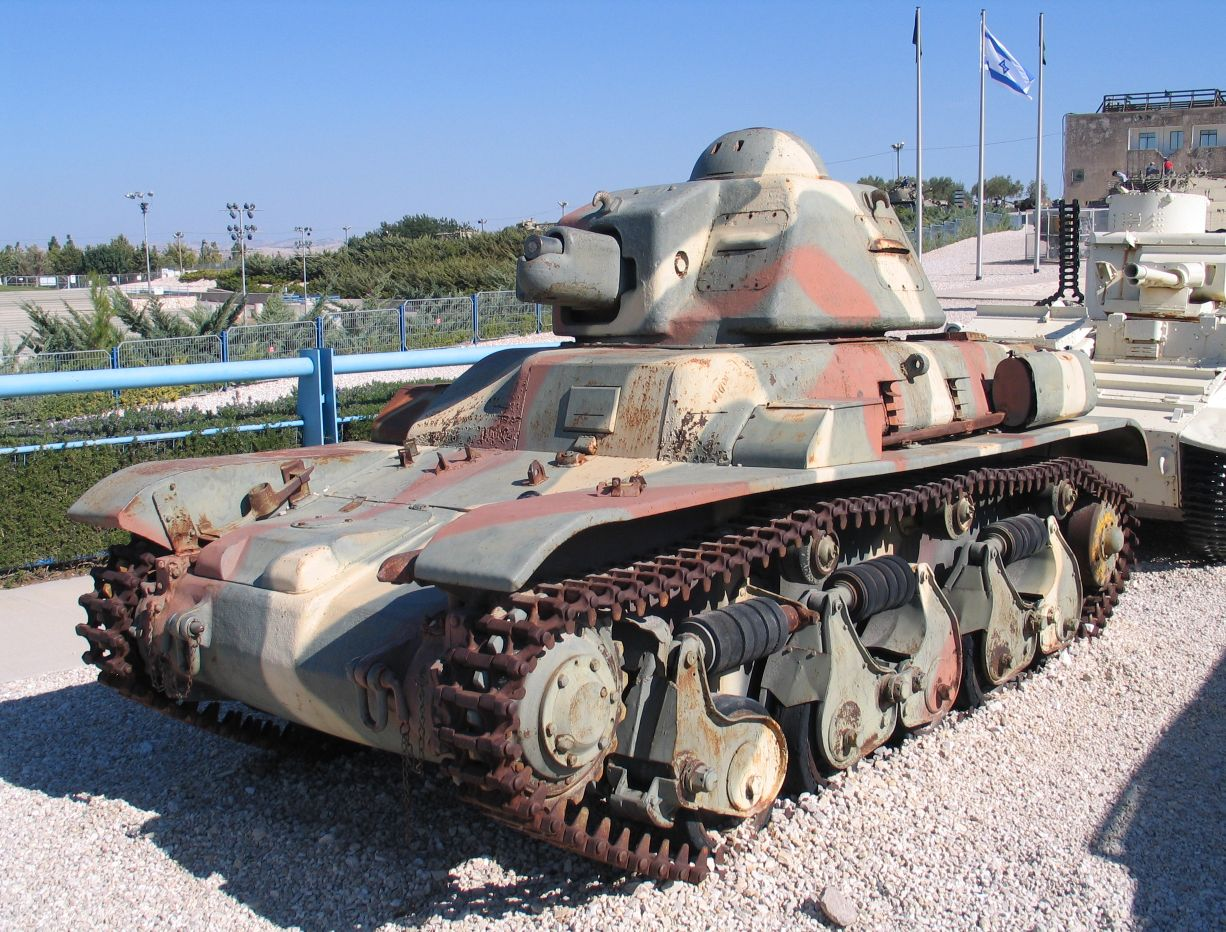
Tanque leve Renault R35.
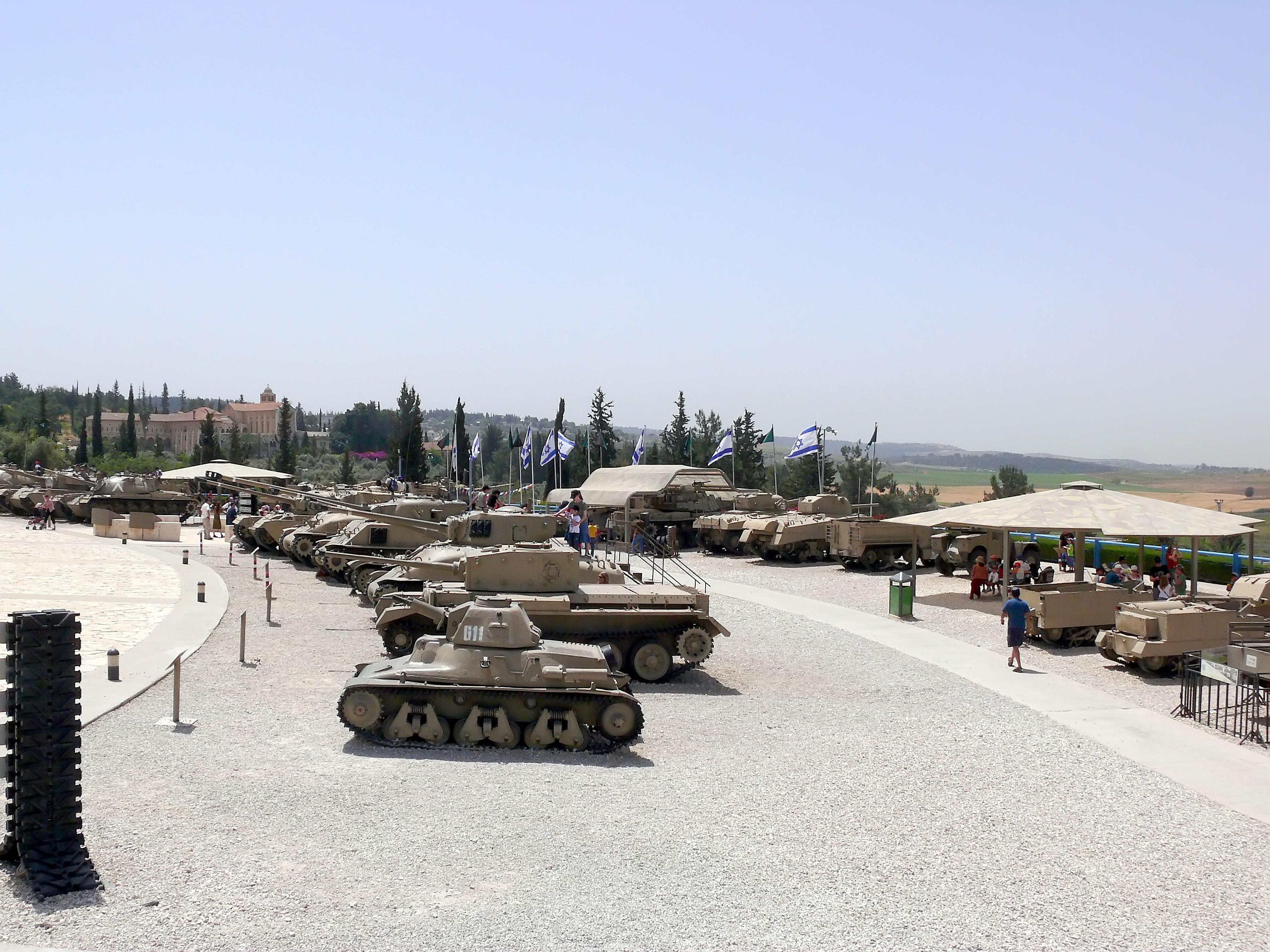
Coleção de tanques em Latrun.
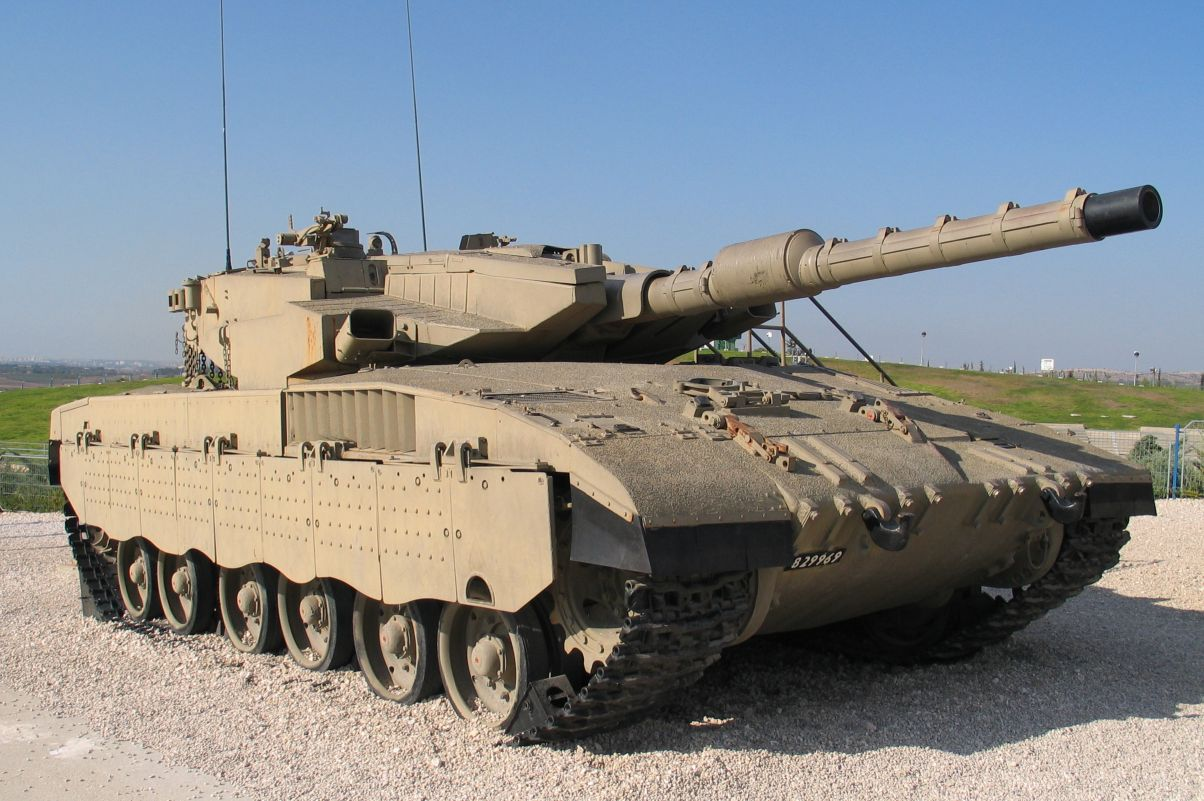
Merkava III israelense em Yad La-Shiryon.
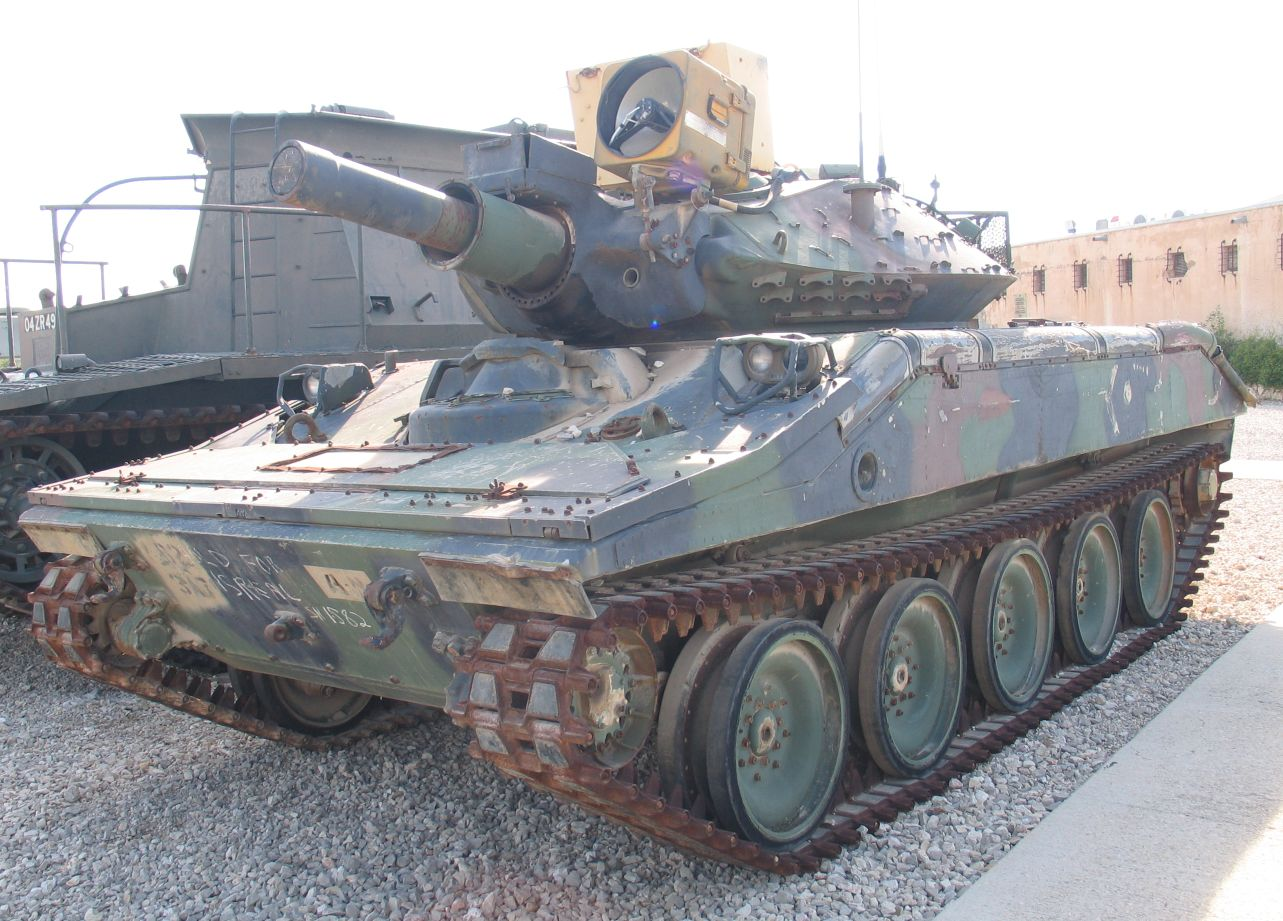
Tanque leve M551 Sheridan.
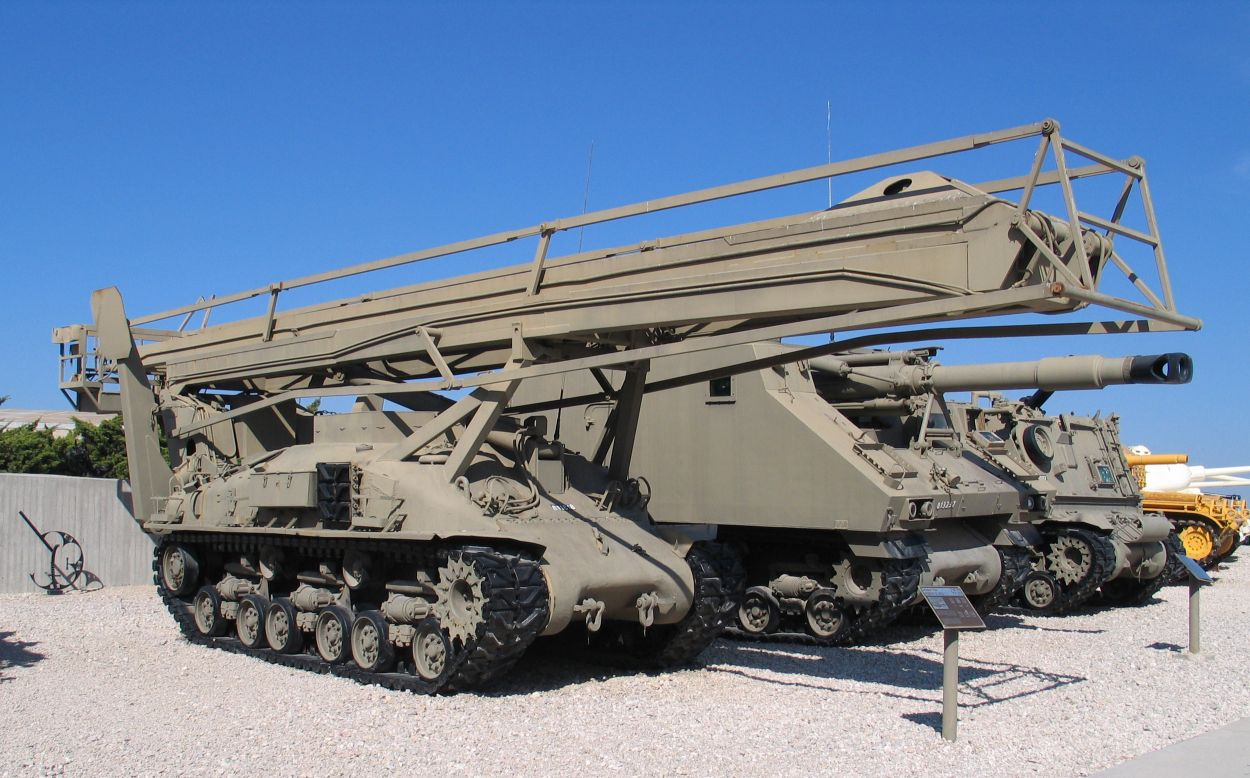
"Posto de observação Eyal" adaptação israelense do americano M4 Sherman.
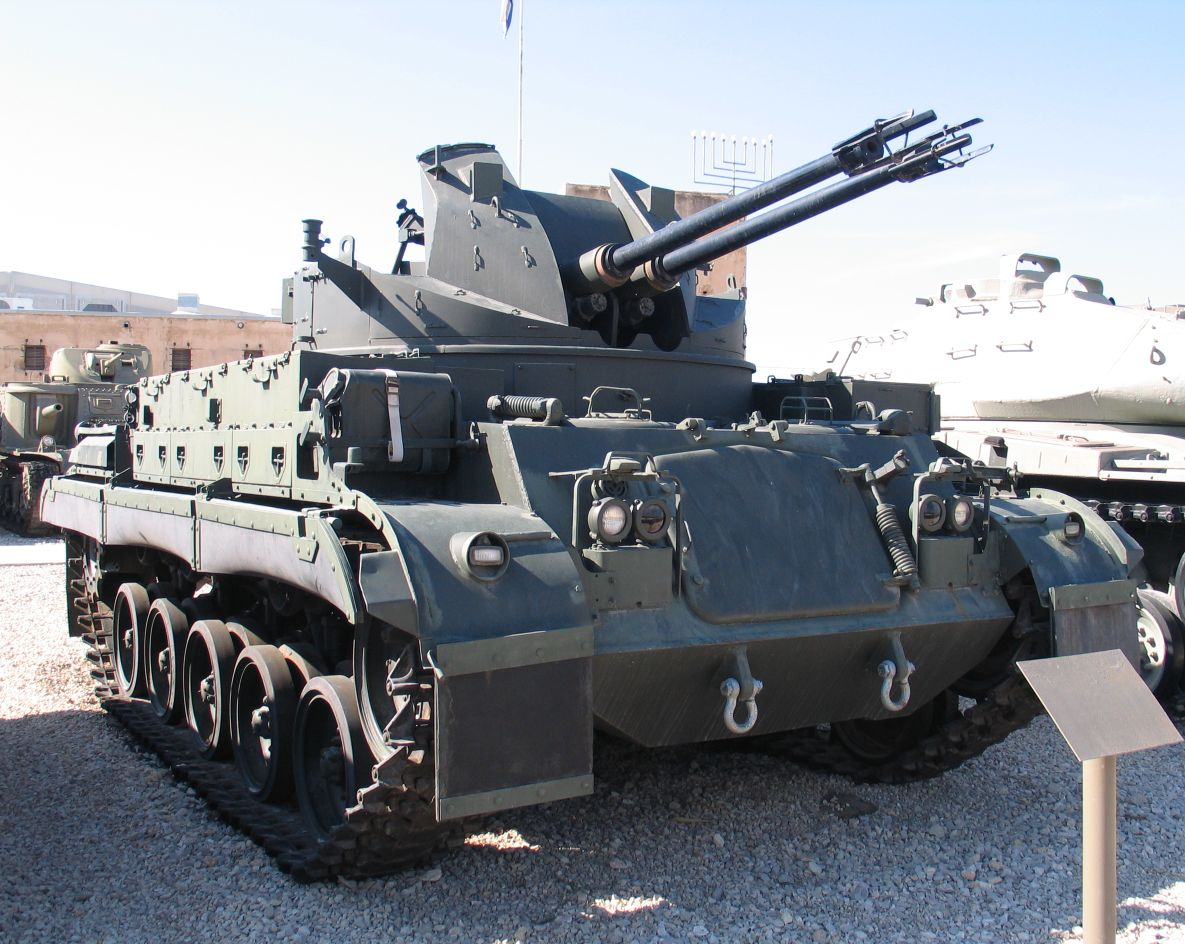
M42 Duster.
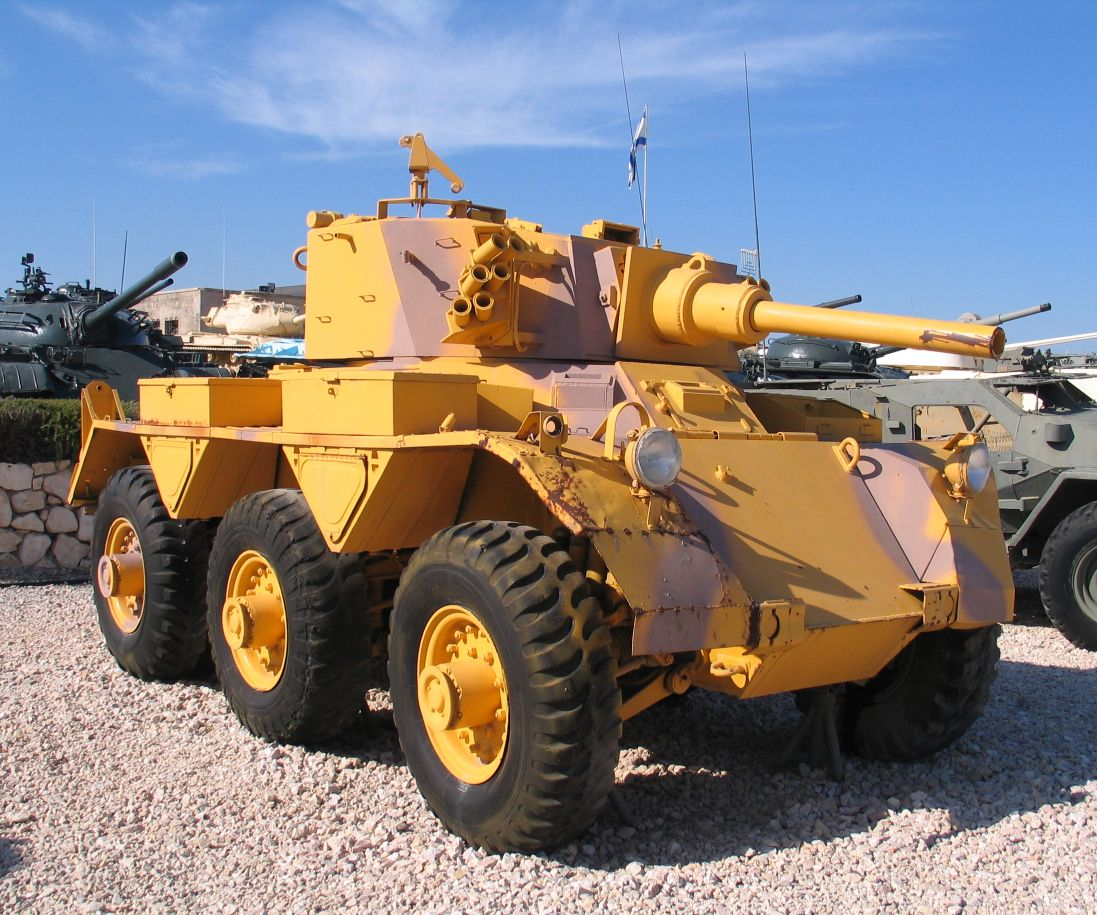
Alvis Saladin.
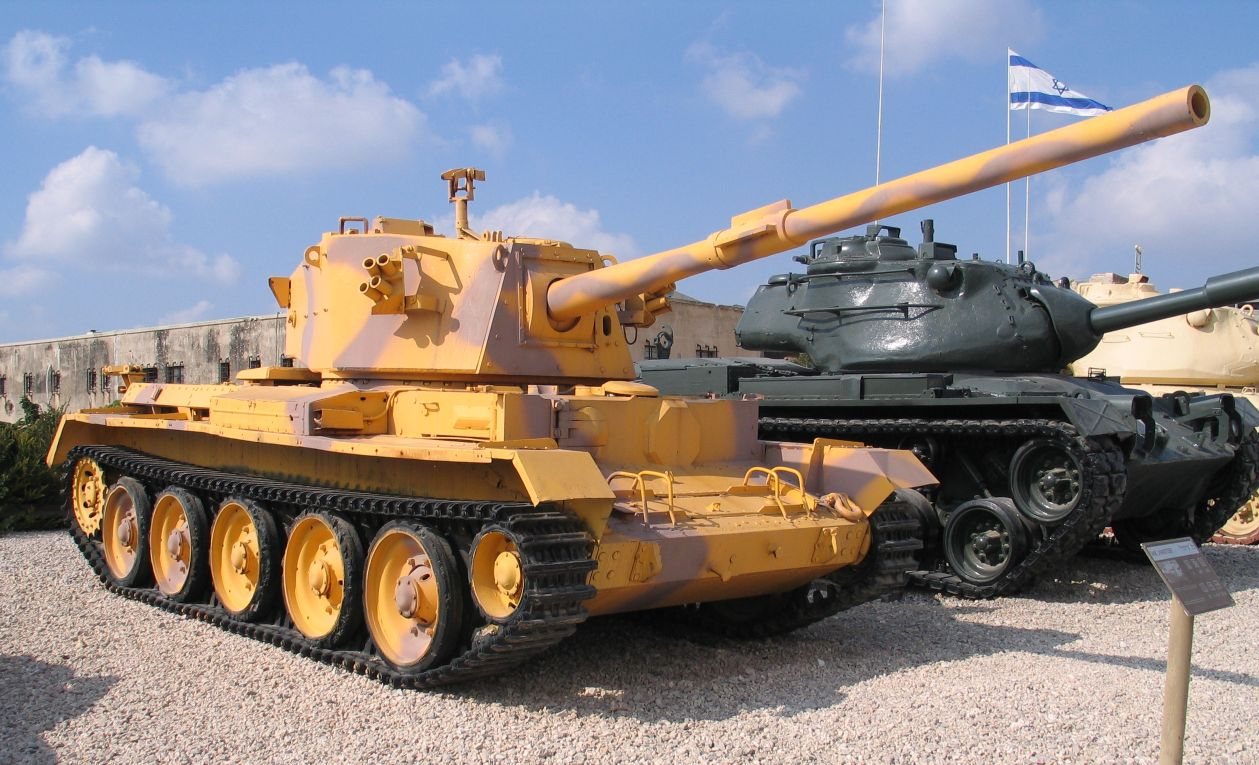
Charioteer FV4101.
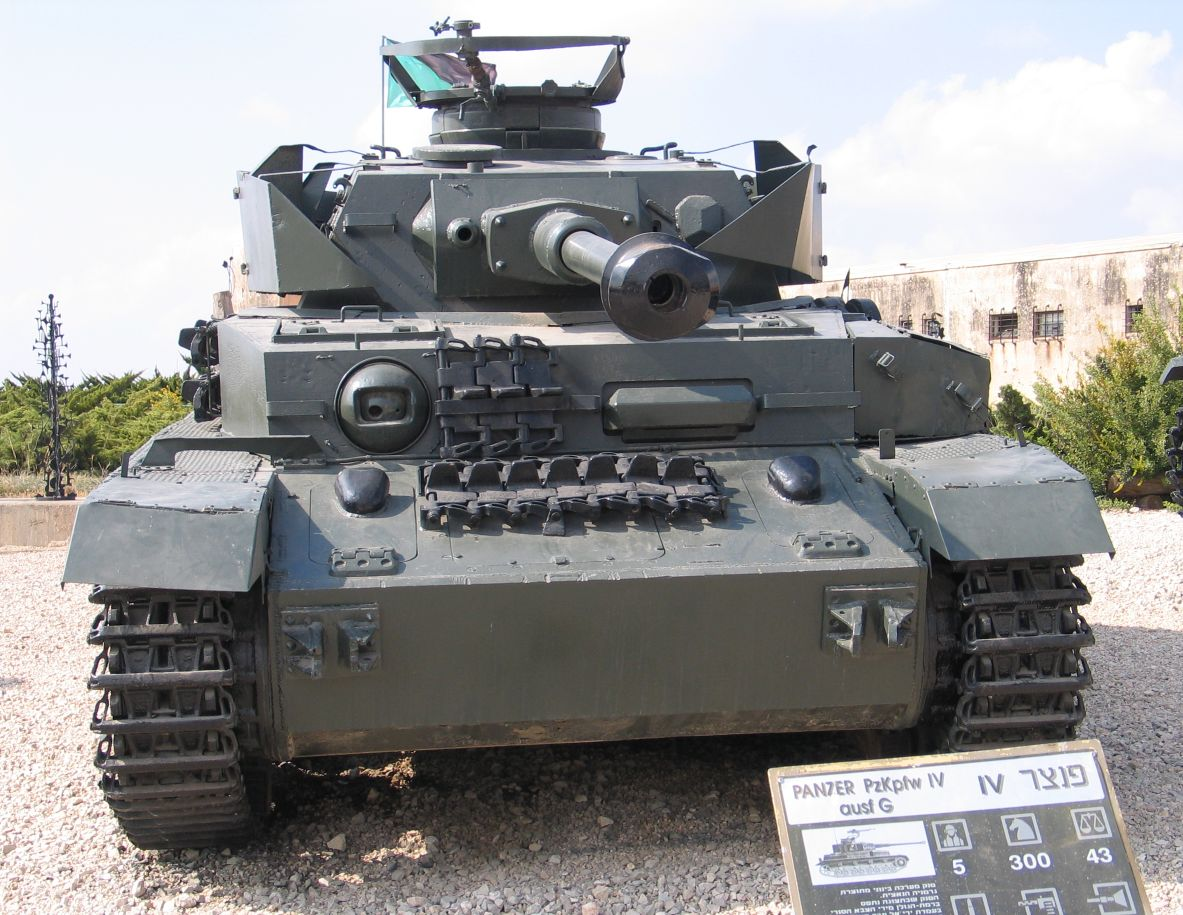
Panzer IV.
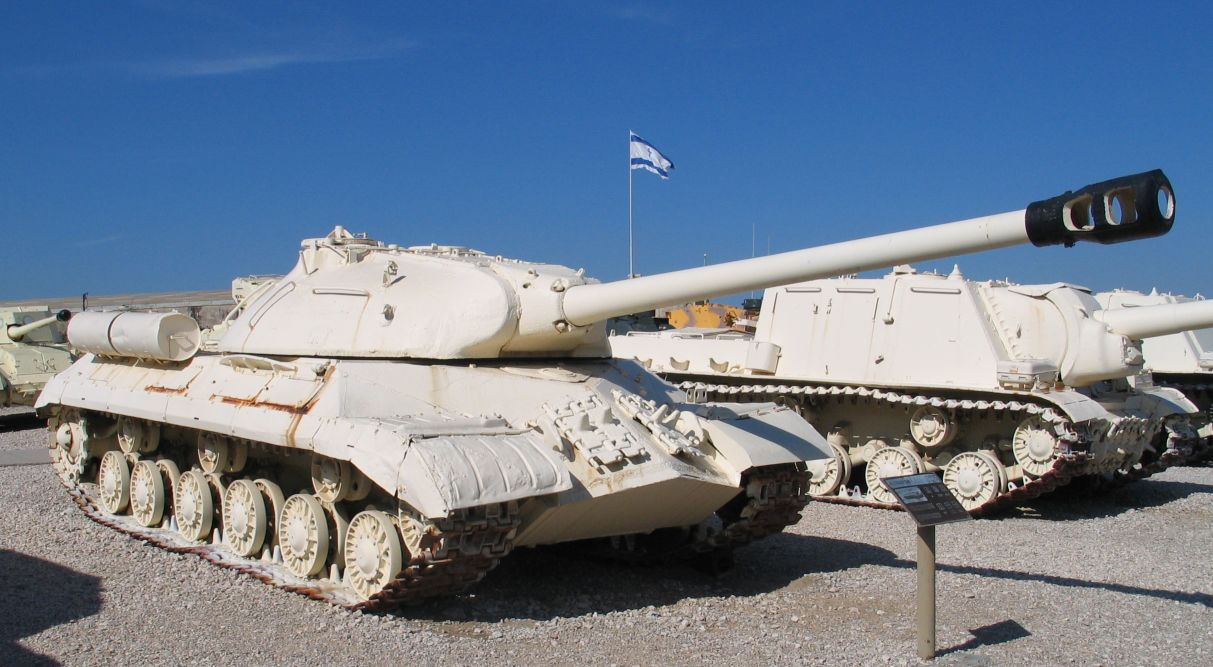
Tanque pesado IS-3 egípcio capturado.
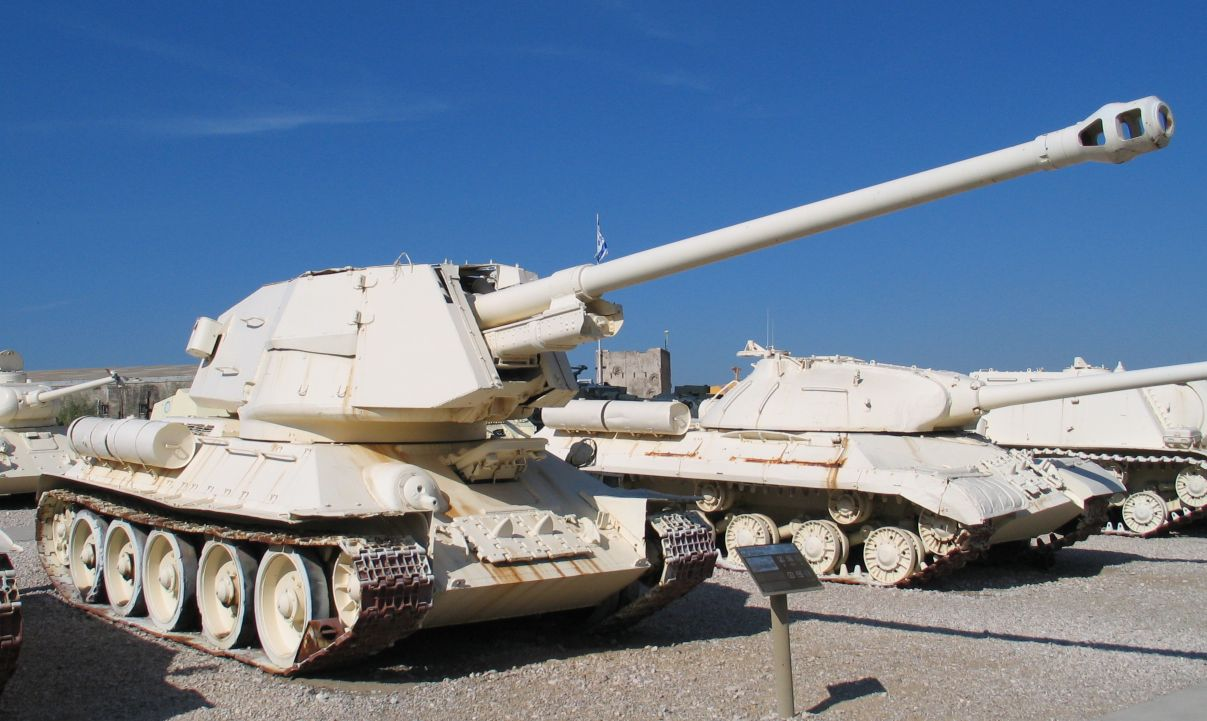
T-100 egípcio capturado.
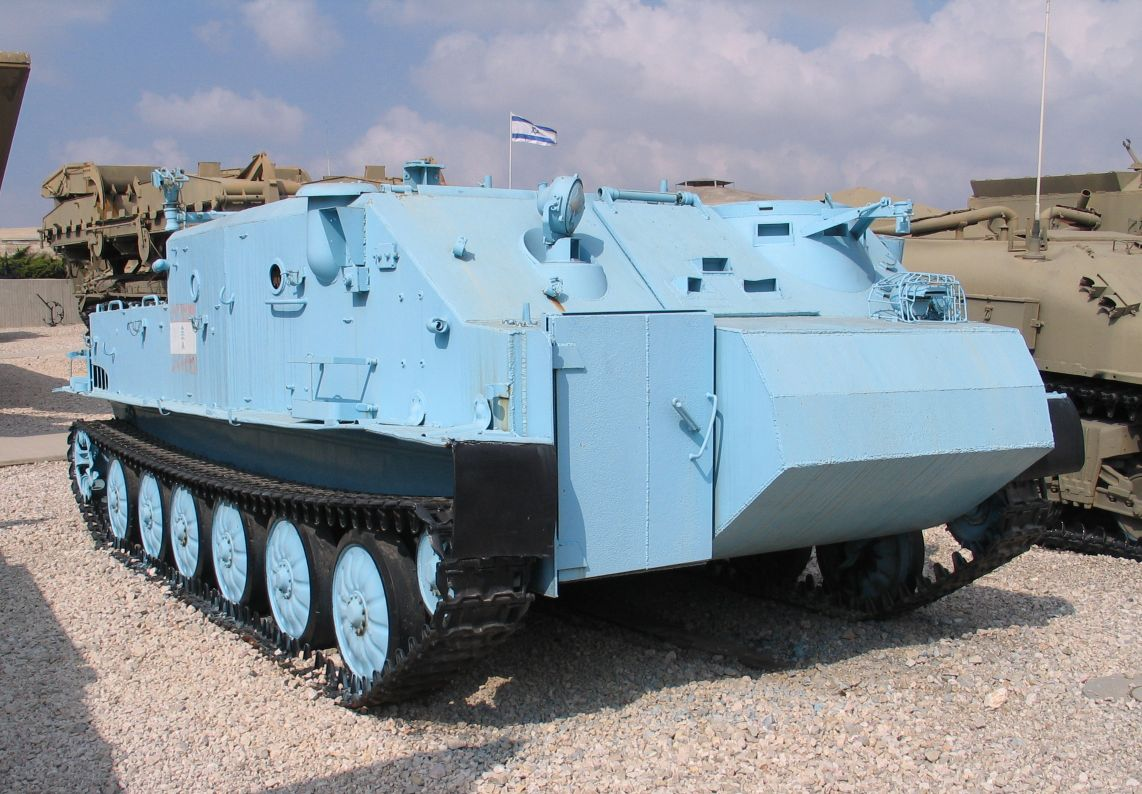
Veículo Medevac baseado no BTR-50.